# 요제프 카일베르트
요제프 카일베르트(Joseph Keilberth, 1908년 4월 19일 ~ 1968년 7월 20일)는 독일의 지휘자이다.
카를스루에에서 오버팔츠 출신 음악가 가정에서 태어나 조부는 뮌헨의 군악대원, 부친은 카를스루에의 바덴 공국 궁정 악단의 첼로 연주자였다.
1925년에 카를스루에 국립극장(현재 바덴 국립 극장)의 코레페티토어에, 1935년부터 음악 감독으로 취임하고, 1940년에 프라하 도이치 필하모니 관현악단(밤베르크 교향악단의 전신)의 지휘자로서 전임한다.
제2차 세계대전이 끝날 때까지 드레스덴 슈타츠카펠레의 수석 지휘자가 되어, 1949년 "베네시 포고"로 인해 전후 체코 슬로바키아를 탈출한 독일 연주가들이 주체가 되어 결성된 밤베르크 교향악단 수석 지휘자로 취임해서 사망할 때까지 그 곳을 육성하려고 노력했다.
1950년 베를린 국립 오페라, 1951년 함부르크 필하모닉 관현악단 객원 출연 지휘자로 방문했다. 1952년에서 1956년까지 바이로이트 축제에서도 활동했고, 그 외에도 잘츠부르크 축제에 객원 출연했다. 1959년부터 바이에른 국립 오페라의 음악 총감독으로 임명되었다. 그 바이에른 국립 오페라에서 펠릭스 모틀과 마찬가지로 "트리스탄과 이졸데"를 지휘하는 동안 심장 발작을 일으켜 급사하였다.